# Лисјен Пети Бретон
Лисјен Пети Бретон (фр. Lucien Petit-Breton, IPA: ; 18. октобар 1882 — 20. децембар 1917) псеудоним је бившег француског професионалниог бициклисте који се звао Лисјен Жорж Мазан (фр. Lucien Georges Mazan). Био је професионалац од 1902. до 1914. године и двоструки победник Тур де Франса. Каријеру је почео са 16 година, када је добио бицикл на лутрији, а како је његов отац хтео да он нађе прави посао, узео је надимак Лисјен Бретон за трке да би га преварио. Касније га је променио у Пети Бретон, јер је већ постојао један возач са именом Лисјен Бретон. Погинуо је у Првом светском рату.

## Каријера
Његова прва победа била је на првенству Аргентине на траци, али је 1902. позват у Француску да би служио војску. 1904. победио је на такмичењу на траци, Бал ди ор у Паризу. 1905. је поставио рекорд у вожњи на сат времена, а затим је прешао у друмски бициклизам и већ прве сезоне је возио Тур де Франс и завршио га на петом месту. 1906. завршио је четврти на Тур де Франсу и освојио је треће издање класика Париз Тур.
1907. освојио је Милан—Санремо, а затим је освојио и Тур де Франс. Након пете етапе, његове шансе за победу биле су мале. Завршио је етапу на десетом месту, 28 минута иза победника, али тад је био систем по бодовима, па време није било битно. До краја је победио на две етапе, а на још шест је завршио у прва три. Током десете етапе, водећи Горге је нелегално променио бицикл, што га је коштало 44 поена и Пети-Бретон је преузео вођство. На крају је освојио Тур са 47 поена, десет више од другопласираног Гистава Гаригуа.
1908. освојио је Тур Белгије и трку Париз—Брисел, а након тога, освојио је Тур де Франс по други пут, поставши први возач који је освајао Тур двапут. Тур је освојио лакше него претходне године, победивши на пет етапа и завршивши ван четвртог места само на десетој етапи
Тур је возио и наредних пет година, али није ниједан завршио. 1910. повукао се током седме етапе, 1911. није успио да заврши ни прву етапу, док се годину касније повукао током друге етапе. Најближи је био 1913. када је дошао до 14 етапе, претходно освојивши три друга места. 1914. је била задња сезона у његовој каријери, са Тура се повукао током девете етапе.
Двапут је возио Ђиро д’Италију, 1910. и 1911. године, није успио да је заврши, али је освојио етапу 1911. године.

## Смрт
Почетак Првог светског рата значио је стоп за бициклизам. Многи професионални возачи су отишли на фронт, међу њима и Пети-Бретон, који се прикључио Француској војсци. Погинуо је 1917. на фронту близу Троје, када се сударио са аутомобилом.